# Вехов, Сергей Фёдорович
Сергей Фёдорович Вехов — советский хозяйственный, государственный и политический деятель, Герой Социалистического Труда.

## Биография
Родился в 1931 году в селе Черкасское Черкасского района Вольского округа Нижне-Волжского края. Член КПСС.
С 1950 года — на хозяйственной, общественной и политической работе. В 1950—1991 гг. — организатор сельскохозяйственного производства в Саратовской области, первый секретарь Самойловского райкома КПСС, ответственный работник областных советский и партийных органов Саратовской области.
Указом Президиума Верховного Совета СССР от 7 декабря 1973 года за большие успехи, достигнутые во Всесоюзном социалистическом соревновании, и проявленную трудовую доблесть в выполнении принятых обязательств по увеличению производства и продажи государству зерна и других продуктов земледелия в 1973 году присвоено звание Героя Социалистического Труда с вручением ордена Ленина и золотой медали «Серп и Молот».
Делегат XXV съезда КПСС.
Умер в Саратове в 1997 году.